# Pedrezuela
Pedrezuela és un municipi de la Comunitat de Madrid. Limita amb el Vellón al nord, San Agustín del Guadalix al sud, el Molar a l'est i Guadalix de la Sierra i Colmenar Viejo a l'oest. Destaquen de Pedrezuela la seva església romànica, els seus camins rurals, la mítica presa del Mesto i la possessió de la "carta de poblament" que data de l'any 1331. Les festes populars se celebren el 29 de setembre, en honor de Sant Miquel Arcàngel.

## Demografia
| 1991 | 1996 | 2001 | 2004 |
| ---- | ---- | ---- | ---- |
| 798  | 1154 | 1613 | 2299 |